# Pea Reang
Pea Reang är ett distrikt i Kambodja.   Det ligger i provinsen Prey Veng, i den södra delen av landet, 40 km öster om huvudstaden Phnom Penh.